# Нечкіна Милица Василівна
Милица Василівна Нечкіна (рос. Милица Васильевна Нечкина; 12 (25) лютого 1901 — 16 травня 1985) — історик, академік Академії Наук СРСР,   лауреат Сталінської премії, провідний радянський історик-декабристознавець, дослідник суспільного і революційного руху в Росії XIX ст. та історіографії.

## Біографія
М. В. Нечкіна народилась 12 (25) лютого 1901 року в м. Ніжин Чернігівської області в родині інженера. 
У 1917 році, закінчивши гімназію із золотою медаллю, вступила на історичне відділення історико-філологічного факультету Казанського університету. Вищу освіту отримала в 1921 році.
З 1921 року викладала в Казані, потім — у Москві: на робітфаку Московського університету, в Комуністичному університеті народів Сходу, Московському  державному університеті імені М. Ломоносова.
Одночасно з 1935 року була науковим співробітником Інституту історії Академії Наук СРСР. Одним з її наукових керівників був видатний історик М. М. Покровський. Її численні роботи засновані на величезному історичному матеріалі.
Померла М. В. Нечкіна 16 травня 1985 року у Москві, похована на Новодівочому цвинтарі.

## Наукова діяльність
М. В. Нечкіна була у витоків становлення радянської історичної науки. Стала класиком вивчення декабризму. Її основні наукові інтереси зосередилися на історії російського революційного руху та історії історичної науки і методології історії.  В 1947 році  обрана дійсним членом Академії педагогічних наук, а у 1958 році - дійсним членом Академії Наук СРСР.
До числа найвідоміших її праць належать: «О. С. Грибоєдов і декабристи» (1947 р.), 2-томне видання «Рух декабристів» (1955 р.), «Василь Йосипович Ключевський. Історія життя і творчості» (1974 р.), «Зустріч двох поколінь» (1980 р.) та ін. 
К ерувала створенням першої узагальнюючої праці по вітчизняній історіографії «Нариси історії історичної науки СРСР» (т. 2 — 5) та факсимільним виданням пам'яток Вільної російської друкарні. М. В. Нечкіній належить ідея створення першого в країні видання «Історія та історики», в якому розроблялися проблеми вітчизняної та загальної історіографії (монографія про В. О. Ключевського).
Написані нею шкільні підручники з історії (разом з вчителем історії Павлом Лейбенгрубом), хрестоматії багато років за радянські часи були базовими шкільними підручниками.
Є автором понад 450 друкованих праць.

### Праці
- Нечкина М.В. Густав Эверс // Русская историческая наука в классовом освещении. - Т. I.-  М., 1927. - С. 19 – 49.

- Нечкина М. Крестьянские восстания Разина и Пугачева в концепции М. Н. Покровского // Против исторической концепции Покровского. - М.- Л., 1939. - С. 244 – 275.

- Нечкина М. Народ – решающая сила исторического развития // Коммунист. -  1954.-  № 16.-  С. 13 - 28.

- Нечкина М.В. О периодизации истории советской исторической науки // История СССР. - 1960. -  № 1.-  С. 77 – 91.

- Нечкина М.В. Василий Осипович Ключевский. История жизни и творчества. - М.: Наука, 1974.-  638 с

- Нечкина М. В. Декабристы. - М.: Наука, 1982. - 184 с.

- Нечкина М.В. Функция художественного образа в историческом процессе. - М.: Наука, 1982. - 321 с.

## Нагороди
- Ордени Леніна (1953, 1971, 1981 рр.), Трудового Червоного Прапора, Дружби народів.
- Медалі «За доблесну працю у Великій Вітчизняній війні 1941—1945 рр.», «В пам'ять 800-річчя Москви»

- Сталінська премія з літератури за книгу «Грибоєдов і декабристи» (1948 р.)

## Поезія
М. В. Нечкіна писала вірші. Підготувала до публікації більше 500 віршів, які зберігалися після її смерті в архівах РАН. Вперше опубліковані в книзі Ади Сванідзе «Друга муза історика» у 2003 році.